# Sandy (Vorname)
Sandy ist ein weiblicher und männlicher Vorname.

## Herkunft und Bedeutung des Namens
- Kurzform von Alexander, Alexandra oder Alessandra (alexein = abwehren; aner, andros = Mann)
- Kurzform von Sanford (engl.)

## Varianten
Die weibliche Namensform kann auch Sandi oder Sandie sein.

## Namenstag
20. März (Kurzform von Alexandra)

## Namensträgerinnen
- Sandy (* 1976, eigentlich Zsanett Égerházi), ungarische Pornodarstellerin
- Sandy Dennis (1937–1992), US-amerikanische Schauspielerin
- Sandy Denny (1947–1978), britische Sängerin
- Sandy Leah Lima (* 1983), brasilianische Popsängerin, Songwriterin, Schauspielerin
- Sandy Martin (* 1949), US-amerikanische Schauspielerin
- Sandy Mölling (* 1981), deutsche Sängerin
- Sandy Powell (* 1960), britische Kostümbildnerin
- Sandie Shaw (* 1947), britische Pop-Sängerin
- Sandie Toletti (* 1995), französische Fußballspielerin

## Namensträger
- Sandy Casar (* 1979), französischer Radsportler
- Sandy Jeannin (* 1976), Schweizer Eishockeyspieler
- Sandy Kenyon (1922–2010), US-amerikanischer Schauspieler, Regisseur und Synchronsprecher
- Sandy Koufax (* 1935), US-amerikanischer Baseballspieler
- Sandy Lyle (* 1958), britischer Golfspieler
- Sandy Siegelstein (1919–2013), US-amerikanischer Hornist
- Sandy Wagner (* 1965), deutscher Fernsehmoderator, Schlagersänger und Komponist
- Sandy Zabell (* 1947), US-amerikanischer Hochschullehrer

## Sonstige
- Sandy (Pinguin), Pinguin des Münsteraner Zoos
- Sandy Cohen, eine Figur in der Fernsehserie O.C., California
- Sandy Ricks, eine Figur in der Fernsehserie Flipper
- Sandy Cheeks, ein Charakter in der Zeichentrickserie SpongeBob Schwammkopf
- Hurrikan Sandy, ein tropischer Wirbelsturm im Oktober 2012